# István Tukora
István Tukora (ur. 1971) – węgierski kierowca wyścigowy.

## Biografia
Do 2002 roku startował w kartingu. W 2003 roku zadebiutował w Pucharze Opla Astry, w którym rok później zajął piąte miejsce. W sezonie 2005 rozpoczął starty w Węgierskiej Formule 2000. Początkowo ścigał się Tatuusem Formuły Renault. W pierwszym sezonie startów był siódmy w klasyfikacji końcowej, a w roku 2006 – czwarty. W roku 2007 wygrał trzy wyścigi i został wicemistrzem Formuły 2000, kończąc sezon jedynie za Chanochem Nissanym. Za granicą natomiast startował w Austriackiej i Szwajcarskiej Formule Renault, zajmując w edycji austriackiej dziesiąte miejsce na koniec sezonu. W latach 2008–2009 startował równocześnie w Formule 2000 i Węgierska Formule Renault. Ponadto w 2008 roku rywalizował jeszcze w Szwajcarskiej Formule Renault. W sezonie 2009 zajął w Węgierskiej Formule Renault trzecie miejsce w klasyfikacji końcowej. W roku 2010 startował Tatuusem N.T07. Zdobył wówczas tytuł mistrzowski. Triumfował również w klasie E2-2000 Pucharu Europy Strefy Centralnej. Po tych osiągnięciach zakończył karierę sportową.

## Wyniki
| Legenda oznaczeń w tabelach wyników Wyświetl szablon na nowej stronie | Legenda oznaczeń w tabelach wyników Wyświetl szablon na nowej stronie                                                                     |
| Oznaczenie                                                            | Wyjaśnienie |
| --------------------------------------------------------------------- | --- |
| Złoty                                                                 | Zwycięzca lub mistrzostwo |
| Srebrny                                                               | 2. miejsce lub wicemistrzostwo |
| Brązowy                                                               | 3. miejsce lub II wicemistrzostwo |
| Zielony                                                               | Ukończył, punktował (w klasyfikacji generalnej, gdy zdobył co najmniej jeden punkt na przestrzeni sezonu, poza trzema powyższymi opcjami) |
| Niebieski                                                             | Ukończył, nie punktował (w klasyfikacji generalnej, gdy nie zdobył co najmniej jednego punktu na przestrzeni sezonu)                      |
| Czerwony                                                              | Nie zakwalifikował się (NZ) |
| Czerwony                                                              | Nie prekwalifikował się (NPK) |
| Różowy                                                                | Nie ukończył (NU) |
| Różowy                                                                | Niesklasyfikowany (NS) (w klasyfikacji generalnej, gdy nie został sklasyfikowany w żadnym wyścigu sezonu)                                 |
| Czarny                                                                | Zdyskwalifikowany (DK) |
| Czarny                                                                | Wykluczony (WYK/EX) |
| Biały                                                                 | Nie wystartował (NW) |
| Biały                                                                 | Kontuzjowany (K/INJ) |
| Biały                                                                 | Wyścig odwołany (OD/C) |
| Bez koloru                                                            | Został wycofany (WYC/WD) |
| Bez koloru                                                            | Nie przybył (NP/DNA) |
| Bez koloru                                                            | Nie brał udziału w treningach (NT/DNP) |
| Bez koloru                                                            | Nie został zgłoszony (–) |
| Pogrubienie                                                           | Start z pole position |
| Kursywa                                                               | Najszybsze okrążenie wyścigu |
| †                                                                     | Nie ukończył, ale jego rezultat został zaliczony ze względu na przejechanie więcej niż 90% dystansu wyścigu.                              |
| *                                                                     | Sezon w trakcie |
| 1/2/3                                                                 | Punktowana pozycja w sprincie kwalifikacyjnym                                                                                             |
| Lista systemów punktacji Formuły 1                                    | |

### Węgierska Formuła Renault
| Rok  | Zespół         | Samochód      | Silnik  | Wyniki w poszczególnych eliminacjach | Wyniki w poszczególnych eliminacjach | Wyniki w poszczególnych eliminacjach | Wyniki w poszczególnych eliminacjach | Wyniki w poszczególnych eliminacjach | Wyniki w poszczególnych eliminacjach | Wyniki w poszczególnych eliminacjach | Wyniki w poszczególnych eliminacjach | Wyniki w poszczególnych eliminacjach | Wyniki w poszczególnych eliminacjach | Wyniki w poszczególnych eliminacjach | Wyniki w poszczególnych eliminacjach | Pkt. | Msc. |
| ---- | -------------- | ------------- | ------- | ------------------------------------ | ------------------------------------ | ------------------------------------ | ------------------------------------ | ------------------------------------ | ------------------------------------ | ------------------------------------ | ------------------------------------ | ------------------------------------ | ------------------------------------ | ------------------------------------ | ------------------------------------ | ---- | ---- |
| 2008 |                |               |         | Węgry                                | Węgry                                | Węgry                                | Węgry                                | Węgry                                | Węgry                                | Węgry                                | Węgry                                | Węgry                                | Węgry                                | Węgry                                | Węgry                                | 24   | 5    |
| 2008 | Proexsport     | Tatuus FR2000 | Renault | -                                    | -                                    | -                                    | -                                    | -                                    | -                                    | -                                    | -                                    | 3                                    | 3                                    | 3                                    | 3                                    | 24   | 5    |
| 2009 |                |               |         | Węgry                                | Węgry                                | Węgry                                | Węgry                                | Węgry                                | Węgry                                | Węgry                                | Węgry                                | Węgry                                | Węgry                                |                                      |                                      | 42,5 | 3    |
| 2009 | ACS Motorsport | Tatuus FR2000 | Renault | 2                                    | NU                                   | 4                                    | 4                                    | 4                                    | -                                    | 3                                    | 1                                    | 3                                    | 2                                    |                                      |                                      | 42,5 | 3    |

### Węgierska Formuła 2000
| Rok  | Zespół                 | Samochód      | Silnik  | Wyniki w poszczególnych eliminacjach | Wyniki w poszczególnych eliminacjach | Wyniki w poszczególnych eliminacjach | Wyniki w poszczególnych eliminacjach | Wyniki w poszczególnych eliminacjach | Wyniki w poszczególnych eliminacjach | Wyniki w poszczególnych eliminacjach | Wyniki w poszczególnych eliminacjach | Wyniki w poszczególnych eliminacjach | Wyniki w poszczególnych eliminacjach | Wyniki w poszczególnych eliminacjach | Wyniki w poszczególnych eliminacjach | Wyniki w poszczególnych eliminacjach | Wyniki w poszczególnych eliminacjach | Pkt. | Msc. |
| ---- | ---------------------- | ------------- | ------- | ------------------------------------ | ------------------------------------ | ------------------------------------ | ------------------------------------ | ------------------------------------ | ------------------------------------ | ------------------------------------ | ------------------------------------ | ------------------------------------ | ------------------------------------ | ------------------------------------ | ------------------------------------ | ------------------------------------ | ------------------------------------ | ---- | ---- |
| 2005 |                        |               |         | Węgry                                | Węgry                                | Węgry                                | Węgry                                | Węgry                                | Węgry                                | Węgry                                | Węgry                                | Węgry                                | Węgry                                | Węgry                                | Węgry                                |                                      |                                      | 25   | 7    |
| 2005 | Patkó Autó- Motorsport | Tatuus FR2000 | Renault | 6                                    | 5                                    | 7                                    | 7                                    | 7                                    | 6                                    | 7                                    | 6                                    | 6                                    | 6                                    | 8                                    | 7                                    |                                      |                                      | 25   | 7    |
| 2006 |                        |               |         | Węgry                                | Węgry                                | Węgry                                | Węgry                                | Węgry                                | Węgry                                | Węgry                                | Węgry                                | Węgry                                | Węgry                                | Węgry                                | Węgry                                |                                      |                                      | 48   | 4    |
| 2006 | Patkó Autó- Motorsport | Tatuus FR2000 | Renault | 5                                    | 4                                    | 2                                    | 4                                    | 6                                    | 5                                    | 4                                    | 4                                    | 4                                    | 3                                    | NW                                   | 3                                    |                                      |                                      | 48   | 4    |
| 2007 |                        |               |         | Węgry                                | Węgry                                | Węgry                                | Węgry                                | Węgry                                | Węgry                                | Węgry                                | Węgry                                | Węgry                                | Węgry                                | Węgry                                | Węgry                                | Węgry                                | Węgry                                | 57   | 2    |
| 2007 | Patkó Autó- Motorsport | Tatuus FR2000 | Renault | 5                                    | 5                                    | 1                                    | 4                                    | 3                                    | 4                                    | 3                                    | 3                                    | 1                                    | 1                                    | 7                                    | 6                                    | 6                                    | 7                                    | 57   | 2    |
| 2008 |                        |               |         | Węgry                                | Węgry                                | Węgry                                | Węgry                                | Węgry                                | Węgry                                | Węgry                                | Węgry                                | Węgry                                | Węgry                                | Węgry                                | Węgry                                |                                      |                                      | 18   | 9    |
| 2008 | Proexsport             | Tatuus FR2000 | Renault | -                                    | -                                    | -                                    | -                                    | -                                    | -                                    | -                                    | -                                    | 4                                    | 4                                    | 4                                    | 6                                    |                                      |                                      | 18   | 9    |
| 2009 |                        |               |         | Węgry                                | Węgry                                | Węgry                                | Węgry                                | Węgry                                | Węgry                                | Węgry                                | Węgry                                | Węgry                                | Węgry                                |                                      |                                      |                                      |                                      | 27   | 5    |
| 2009 | ACS Motorsport         | Tatuus FR2000 | Renault | 4                                    | NU                                   | 5                                    | 5                                    | 4                                    | -                                    | 4                                    | 2                                    | 7                                    | 6                                    |                                      |                                      |                                      |                                      | 27   | 5    |
| 2010 |                        |               |         | Węgry                                | Węgry                                | Węgry                                | Węgry                                | Słowacja                             | Słowacja                             | Węgry                                | Węgry                                | Austria                              | Austria                              |                                      |                                      |                                      |                                      | 68   | 1    |
| 2010 | Pi-Do Racing Team      | Tatuus N.T07  | Honda   | 2                                    | 1                                    | 4                                    | 1                                    | 1                                    | 1                                    | 1                                    | 1                                    | 1                                    | 1                                    |                                      |                                      |                                      |                                      | 68   | 1    |